# 達特山
70°12′S 65°7′E / 70.200°S 65.117°E
達特山（英語：Mount Dart）是南極洲的山峰，位於麥克羅伯特森地，處於德懷爾山東南面3公里，屬於查爾斯王子山脈中阿索斯山脈的一部分，澳大利亞探險隊根據空中照片繪入地圖，現時由南極條約體系管理。